# Maisí
Maisí is een gemeente in de Cubaanse provincie Guantánamo. De gemeente heeft een oppervlakte van 525 km² en telt 28.500 inwoners (2015). Haar hoofdplaats (cabecera) is sinds 2011 La Máquina.

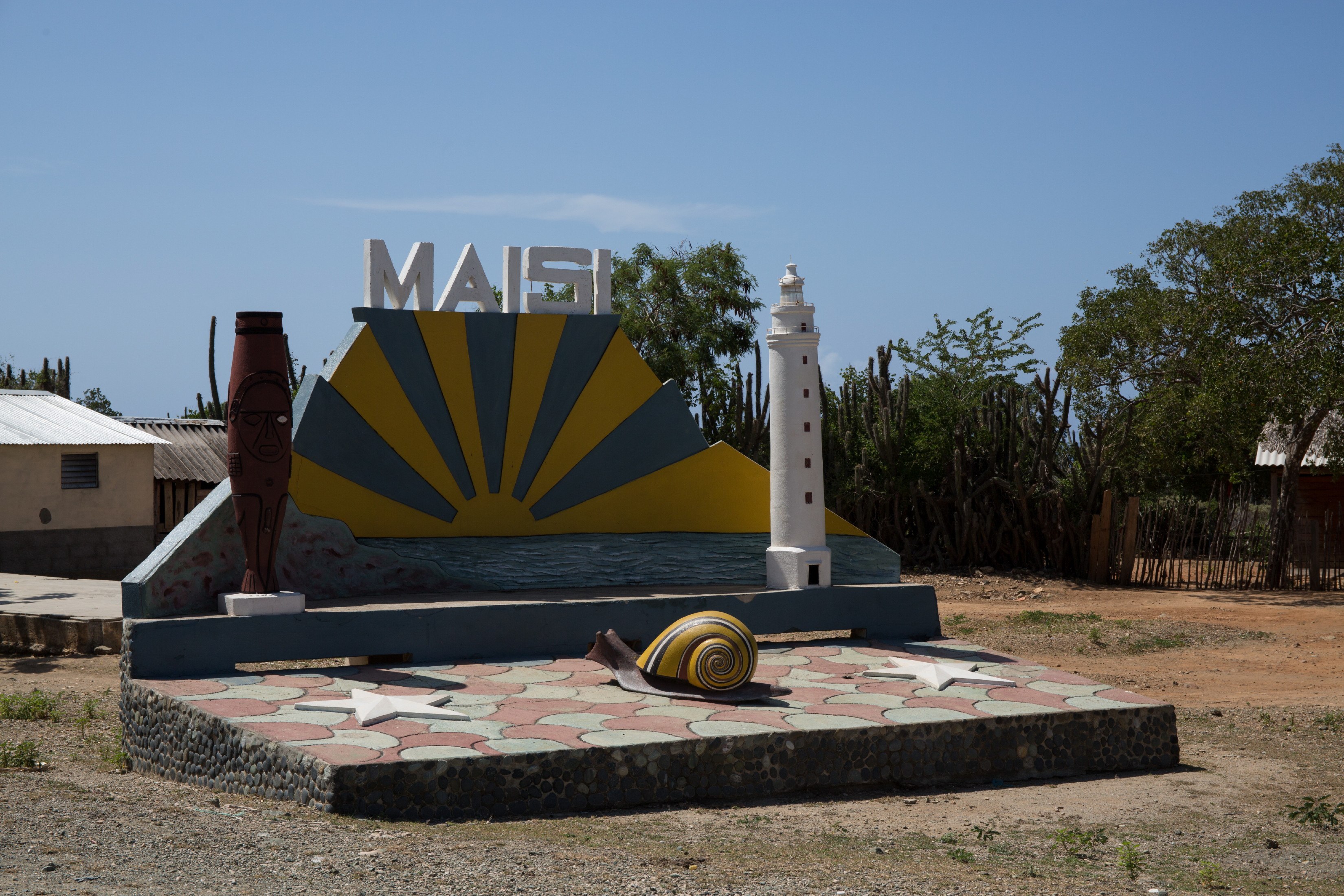
Komende vanaf het westen …